# Euoniticellus capnus
Euoniticellus capnus là một loài bọ cánh cứng trong họ Bọ hung (Scarabaeidae).